# Afrikai elefánt

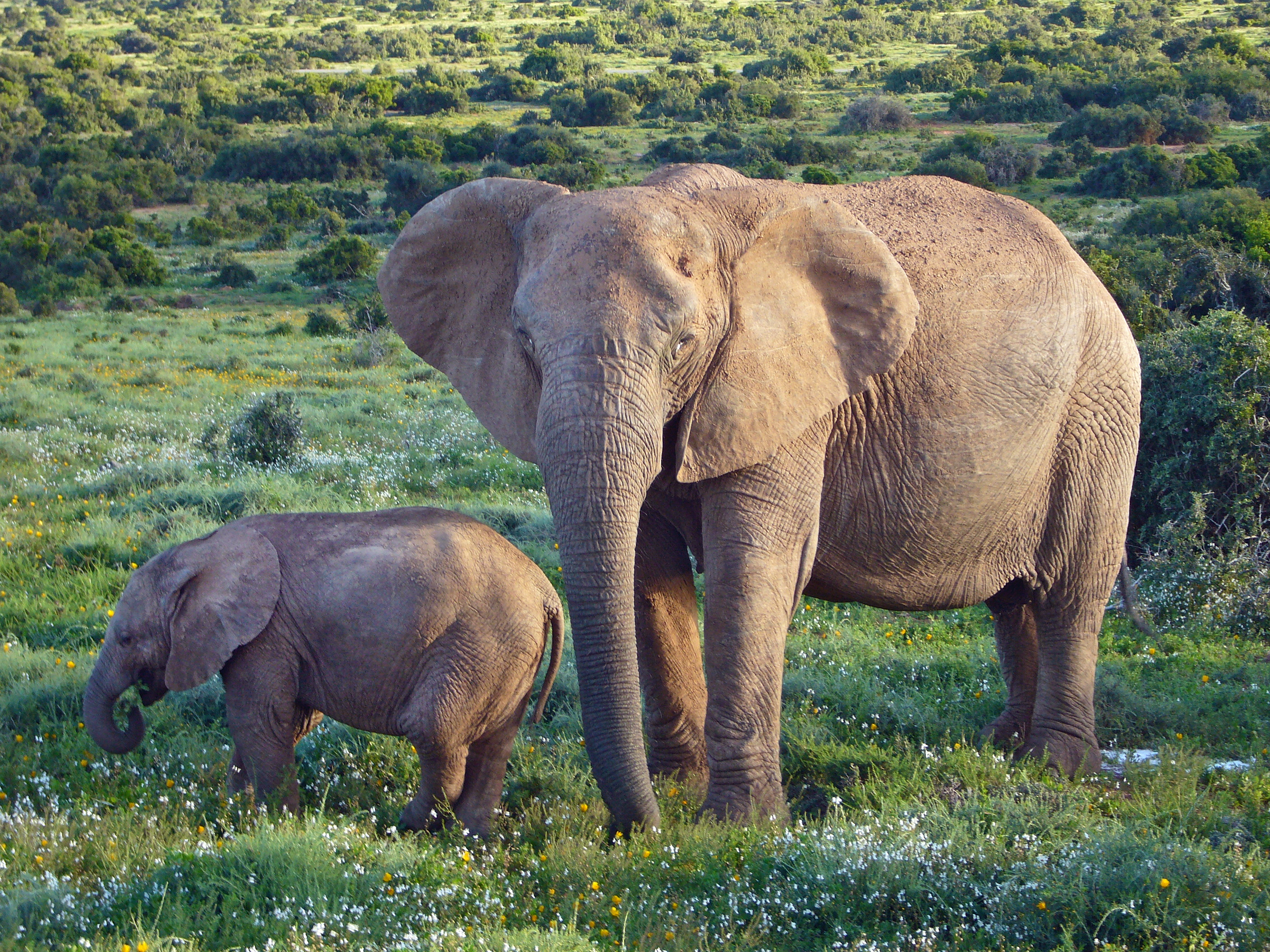
Afrikai elefánttehén és borja

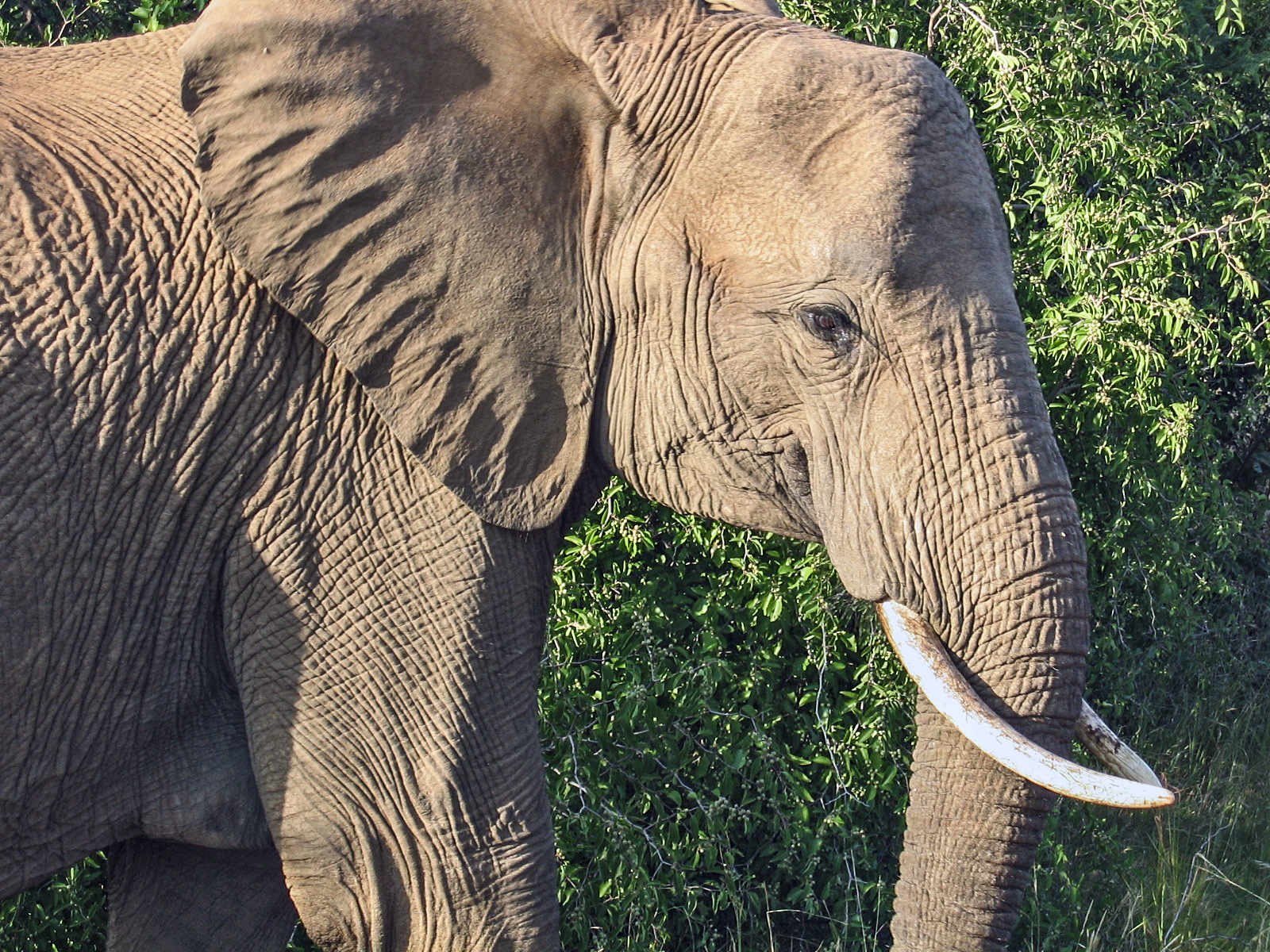
Afrikai elefánt (Matthew Bowden felvétele)

Az afrikai elefánt (Loxodonta africana) az emlősök (Mammalia) osztályának ormányosok (Proboscidea) rendjébe, ezen belül az elefántfélék (Elephantidae) családjába tartozó faj. Manapság a Föld legerősebb és legnagyobb szárazföldi emlősállata.
Nemének a típusfaja.
Eredendően szavannákon él, ám kitűnően alkalmazkodik ahhoz, hogy Afrika más, különböző éghajlatú területein is megélhessen, azonban élőhelyének közelében mindenképpen ivóvízforrás kell hogy legyen.

## Rendszertani besorolása
Az afrikai elefántnak és az erdei elefántnak (Loxodonta cyclotis) a nukleinsavas DNS-vizsgálata azt mutatta, hogy a két állatfaj fejlődése körülbelül 2,6-5,6 millió évvel ezelőtt vált ketté. Az ázsiai elefánt (Elephas maximus) és a gyapjas mamut (Mammuthus primigenius) közötti szétválás, csak 2,5-5,4 millió évre becsült; tehát az erdei elefántnak az afrikai elefántról való leválasztása igenis helyénvaló. A különböző erdei elefánt állományok  közti genetikai változatosság igen magas, ami arra hagy következtetni, hogy a pleisztocén korban a változó éghajlati körülményeknek köszönhetően a populációk elszigetelődtek egymástól.
A mitokondriális genetikai vizsgálatok azt mutatták, hogy egyes afrikai elefántok az erdeieknek a mitokondriumát hordozzák, ami pedig a fajok közti hibridizációra utal.
Szintén a DNS tesztek az erdei elefántot közelebbi rokonságba hozzák az egykori eurázsiai erdei őselefánttal (Palaeoloxodon antiquus); ez pedig megkérdőjelezi a Loxodonta ormányosnem érvényességét.
1907-ben, Richard Lydekker angol zoológus, geológus és természetíró, a fülek méretének és alakjának változatosságából kiindulva 6 különböző alfaj megnevezését kezdeményezte, azonban manapság tudjuk, hogy az afrikai elefánt egy alfajjal sem rendelkezik.

## Előfordulása
Az afrikai elefánt korábban a Szaharától délre egész Afrikában elterjedt volt, manapság elterjedése elsősorban a nemzeti parkokra és egyéb védett területekre korlátozódik.

## Megjelenése
Az afrikai elefánt a legnagyobb szárazföldi állat. A farka hegyétől az ormányáig körülbelül 8 méter hosszú. Mindene hatalmas, a bele például 30–40 méter hosszú. Az afrikai elefánt lábai (mellső és hátsó lábai egyaránt) alsó oldalukon párnázottak, így hatalmas tömege ellenére járása viszonylag halk. Az elefántbikák marmagassága átlagosan 3,2 méter, a tehenek jóval kisebbek, átlagosan 2,6 méteres marmagasságúak. Testtömeg alapján is a bikák rendelkeznek nagyobb mutatókkal, átlagosan 6 tonnát nyomnak, ezzel szemben a tehenek csupán 3 tonnásak átlagosan. A legnagyobb ismert példányt 1974-ben lőtték ki Angolában: a hatalmas bika 3,96 méteres marmagasságú volt és 10,4 tonnát nyomott.
Az afrikai elefánt egyik szembetűnő – talán legjellegzetesebb – testrésze a 2 méter hosszú ormány. Az ormány a felső ajak és az orr összenövésének eredményeként jöhetett létre és 40000 izomcsomóból áll. Az afrikai elefánt ormányának végén alul-felül egy-egy fogóujj van. Ormányát leggyakrabban szaglásra, légzésre, ivásra használja, emellett amikor „fürdőt vesz”, szintén ormánya segít a víz testére juttatásában. A magasabban levő ágakat is ormányával éri el, így a táplálékszerzésben is van feladata.
Különbség az ormányosok rendjének egy másik képviselőjével, az ázsiai elefánttal, hogy az afrikai elefánt fülei jóval nagyobbak, mint indiai „társáé”. Ez annak köszönhető, hogy az afrikai szavannákon néhol mostohább körülmények uralkodnak, mint az indiai dzsungelekben, ebből következőben a nagyobb fülek nagyobb hőleadást biztosítanak, ill. az állat a füleivel legyezi, hűti testének többi részét is azáltal, hogy teste körül gyenge légáramlatokat kelt.
Felső metszőfoguk specializált, fogzománcot nem, csak dentint tartalmazó agyarrá módosul, mely életük végéig növekszik, így akár 2 méternél hosszabbra is megnőhet. A táplálék kiásására, mozgatására és harcra használják. A legnagyobb agyar, amit valaha találtak, 349 cm hosszú volt.

## Életmódja
Az afrikai elefántok szociális igényű, magukat családban jól érző állatok. Olyan összhang van jelen egy-egy családon belül, hogy ha az egyik elefánt elpusztul, először megpróbálják "felébreszteni". Kétségbeesetten próbálkoznak. Mikor ez nem sikerül, elkezdik "mesterségesen etetni" fűvel és más növényekkel, majd ágakkal és levelekkel „eltemetik" és gyászolják halottaikat, valamint órákon keresztül virrasztanak az elhunyt állat mellett. Furcsaság talán, hogy egy családot csupán a tehenek illetve csemetéik alkotják, mely családnak vezetőül egy olyan tehenet ismernek el, akit a család minden tagjához rokoni szál fűz. A fiatal bikákat rögtön az ivaréretté válást követően kizárják a családból, így ők magányos életet élnek különféle csoportokba szegődve. Miután a fiatal bika felnőtt, kifejlett állattá fejlődik, egyedül él és vándorol a szavannákon, azonban ha egy családban a tehén épp megtermékenyítőképes állapotban van (üzekedik), rövid időre befogadják a családba a bikákat is. Az elefántcsordák ugyan képesek hatalmas távolságokat akár egyszerre is megtenni, vízközelből soha nem távolodnak el túl messzire, ugyanis higiénés és testhűtési okokból az ivás mellett fürdésre is felhasználják a környék kisebb tavacskáit, tavait. Fürdés után ormányuk segítségével poros földdel hintik be testüket, amely így az testre ragadva megvédi az elefántot a rovaroktól. Viszonylag sokáig, átlagosan 60–70 évig élnek. Haláluknak gyakran egész prózai oka van: kihull a foguk és nem tudják többé megrágni az ételt.

### Kommunikáció
Ha fás-füves szavannára téved az elefántcsorda, nehezen veszik észre egymást a magas bokrok között – különösen a csapadékos évszakban. Ezért mély morgó hangokat hallatva tudatják egymással, hol vannak. A hang az orr, a garat és az ormány mélyéről érkezik, itt jön létre (korábban gyomorkorgásnak hitték). A hang frekvenciáját tekintve infrahang, melyet egy másik elefánt több kilométeres távolságból is képes meghallani. Ha két vagy több elefánt között ellentmondás adódik, igyekeznek ezeket békés, „diplomáciai" úton elrendezni. Ha egy elefánt ideges, port kavar fel – ha van – és ormánya feltekerésével jelzi nemtetszését, valamint az elefántokra oly jellemző trombitaszerű hangokat is ekkor képzik. Ekkor, amennyiben a másik, a konfliktust kiváltó elefánt rangban alább helyezkedik el, normális körülmények között kitér.

### Táplálkozása
Az afrikai elefántok kizárólag növényevők, ennek következtében redős felületű őrlőfogakkal rendelkeznek. Élőhely függvényében (fás, füves, fás-füves szavanna) fű, lomb, gyümölcs és kisebb ág is szolgálhat az állatok táplálékául. Az ágakat, gyümölcsöket ormányukkal tépik le , fogják kötegekbe, s így helyezik szájüregükbe a táplálékot. Amikor isznak, minden alkalommal 4-10 liter vizet szívnak fel és fecskendeznek a szájukba. Egy nap alatt 300 liter vizet fogyasztanak. Alig néhány foggal rendelkeznek (összesen a két agyarral együtt 26 db.), ezeket őrlésre használják. Ha egy elefánt elveszíti valamely fogát, akkor cserélődik: 10-13 évesen dobja el a tejfogait, utána még hatszor cserélődik le az őrlőfog készlet (kb. 60-70 éves koráig, ritka a 7. cserélődés) utána elpusztulhat, a fogak hiánya okán is. Ez általában minden elefántnál bekövetkezik kb. a 70. életév körül. Nagy testük ellátása miatt hatalmas az étvágyuk, s nagy mennyiségű táplálékot vesznek magukhoz naponta. Főként éjszaka, ill. a kora reggeli órákban, esténként fogyasztják élelmüket, olykor a csorda menetelése közben is táplálkoznak, úgy ,hogy az útban lévő ágakat vagy fűcsomókat leszedik az ormányukkal.

## Szaporodása
Az afrikai elefántok elevenszülők, nemtől függetlenül születésüket követően kb. 14-15 évvel válnak ivaréretté. Az udvarláshoz tartozik, hogy a párzani kívánó tehén és bika ormányával egymáshoz dörgölődzik, simogatja egymást. A várható vemhességi idő 22 hónap (majdnem két év), amelyet követően a tehén csupán egy elefántborjút fial. Az újszülött marmagassága kb. 85 cm, és már ekkor 100 kg-ot nyom.
Mivel az elefántok köztudottan társasági élőlények, jellemző rájuk az ivadékgondozás még az egyedfejlődés posztembrionális (a megszületés utáni) szakaszában is. Amikor az elefánttehén elleni készül, más tehenek azonnal körbeállják, falat alkotnak. Védik az anyát és az újszülöttet a ragadozóktól. Amikor az anya tisztára nyalta a borját, a többiek is segítenek neki lábra állítani. A borjú legalább két éven át szoptatásban részesül, s a következő utód megszületését követően is a családban marad (bika esetében egészen az ivaréretté válásig). Egy tehén átlagosan négyévente ellik egy-egy borjat, így gyakran több borjú is nyüzsög körülötte, egészen 8-10 éves korukig. Ha a borjat támadás éri, beindulnak az anyai reflexek és ösztönök, s az anya igen agresszíven viselkedik.

## Érdekességek
- Egy afrikai elefánt naponta összesen 225 kg tömegű táplálékot vesz magához, és egyszerre akár 136 liter vizet is megiszik.
- A legnagyobb elefántagyar, amelyről emberek beszámoltak, 3,1 m hosszú volt, és kb. 105 kg-ot nyomott.
- Ha kevés a rendelkezésre álló víz – elsősorban a szavanna éghajlat száraz évszakában – az afrikai elefántok homokos talajokban túrnak, vizet keresve. Lábaikat, ormányukat és agyaraikat használva többnyire sikeresen törnek utat a talajvíznek. Más állatok közül igen kevesen rendelkeznek ezzel a képességgel (ilyen például a méhészborz).
- Az afrikai elefánt képes kitartóan 8-9 km/h iramban haladni anélkül, hogy kifáradna. Így egy vándorló elefántcsorda naponta akár 80 km-t is megtehet. Ez a távolság megközelítőleg megfelel a Budapest és Gyöngyös közötti távolságnak. A maximális sebessége ismeretlen.[13]
- Az elefántok nem képesek ugrani, azaz mind a négy lábukkal elemelkedni a föld felszínéről.

## A faj védelme
Egyes keleti hiedelmek (a mítosz, hogy ha valaki hét felálló ormányú elefántszobrocskát kap ajándékba különféle méretekben, örök életére boldog lesz) és az orvvadászat rendkívül súlyos helyzetbe hozta a mára már igen foghíjas faj- és egyedszámmal rendelkező Ormányosok rendjét is, s az afrikai elefánt már a kihalás fenyegette élőlények közé sorolható. Vadászatát törvény tiltja, ennek ellenére egyes gazdag emberek szép dolognak tartják ékszereiket, bútoraik díszeit elefántcsonttal díszíteni, s nem foglalkoznak azzal, milyen értékes állat is az afrikai elefánt. Csak Kenyában az elmúlt néhány évben 150 000-ről az elefántállomány mintegy 30 000-re csökkent. A vadorzók intenzív felkutatásának ellenére, a vadőrök legtöbbször tehetetlenek a pénzéhes orvvadászokkal szemben. 1989 óta tiltott az elefántagyar és az abból készült tárgyak nemzetközi kereskedelme, melyet a Washingtoni egyezmény (CITES) szabályoz.
Magyarországon a Nyíregyházi Állatparkban látható három, a győri Xántus János Állatkertben pedig négy afrikai elefánt.

## Képek

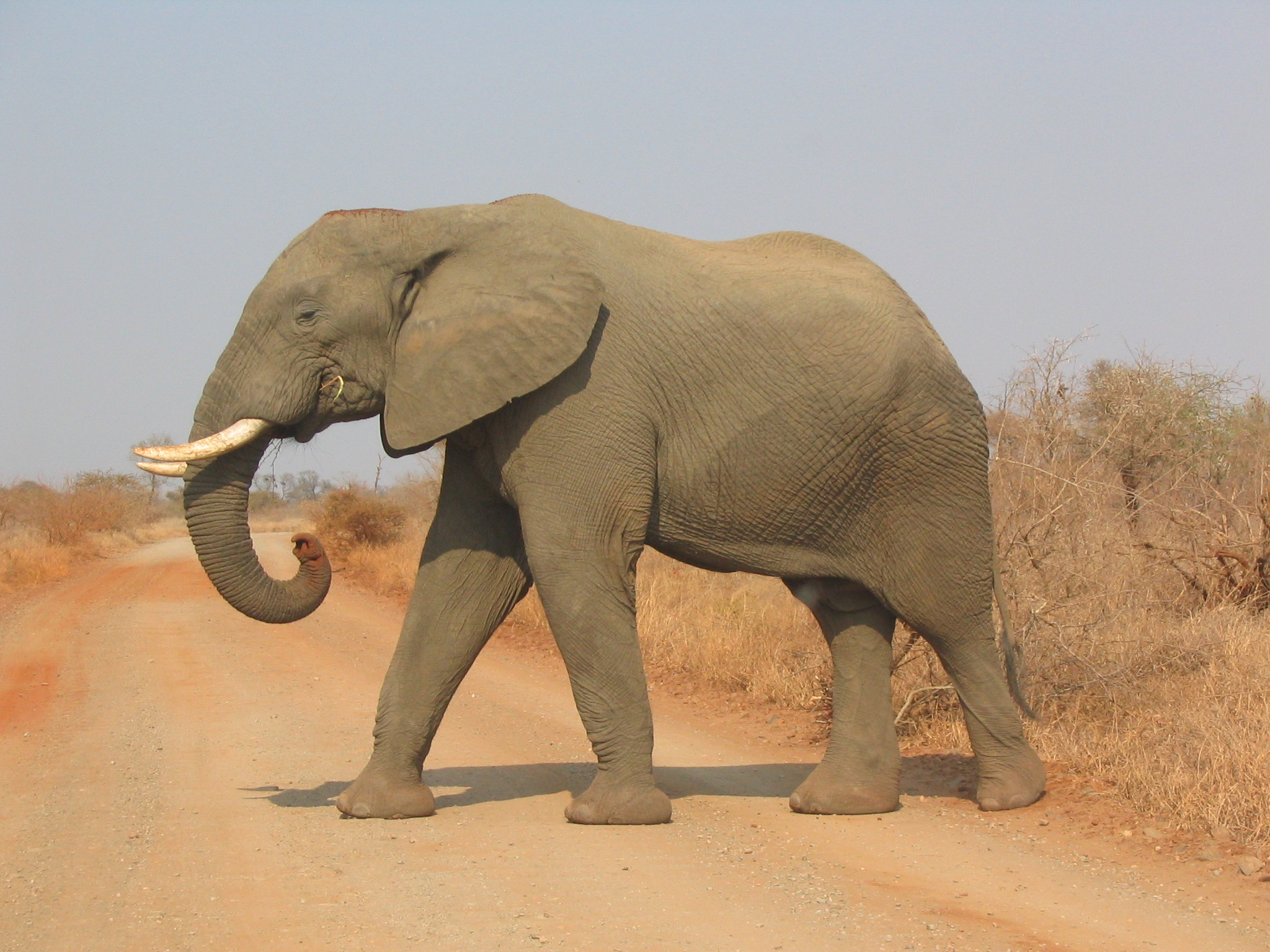
Elefántbika
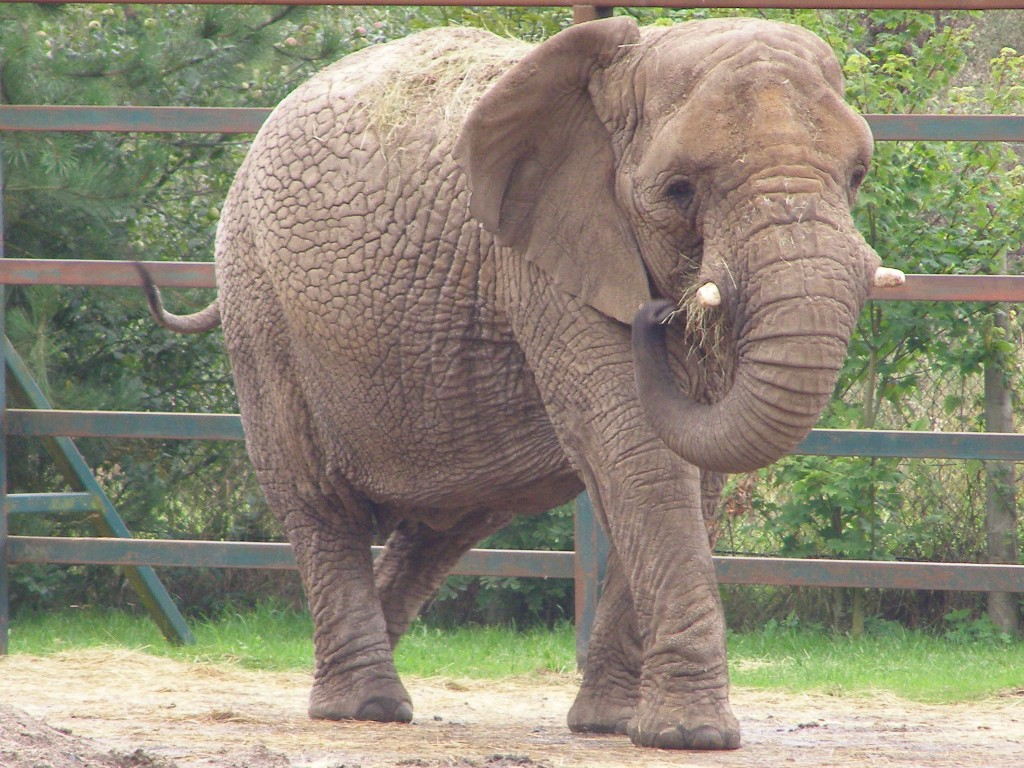
Afrikai elefánt (Howletts Wild Animal Park, Kent, Anglia)
Az átlagos méretű bika és tehén, valamint a legnagyobb ismert bika és az ember méretének összehasonlítása
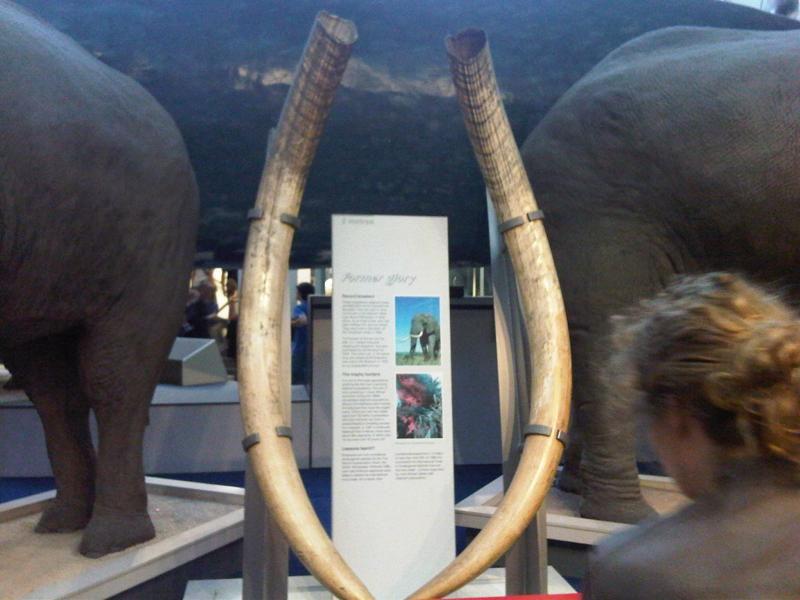
Az agyarai
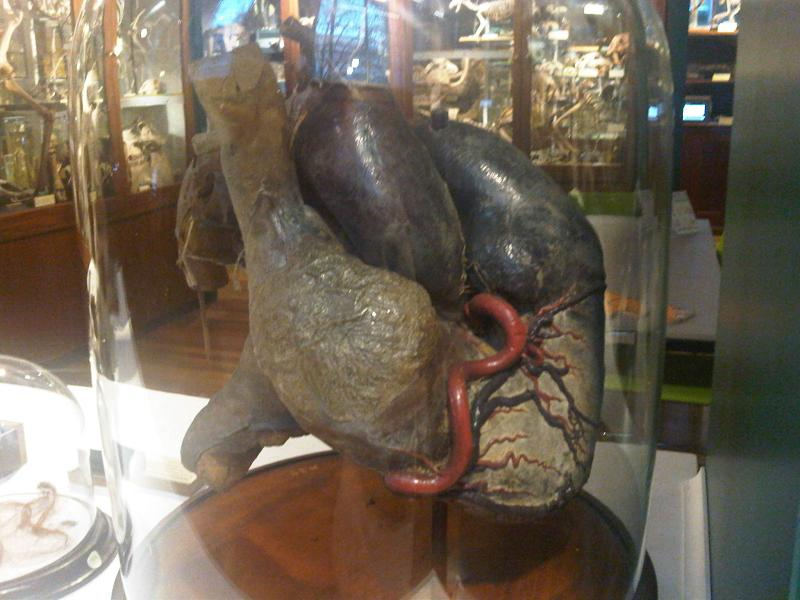
A szíve